# Característica (matemática)
Em álgebra abstrata, a característica de um anel {\displaystyle R} é definida como o menor inteiro positivo {\displaystyle n} tal que {\displaystyle 1_{R}+{\overset {n{\text{ sumandos}}}{\ldots }}+1_{R}=0}. Se não existe tal {\displaystyle n}, se diz que a característica de {\displaystyle R} é 0.
De forma alternativa e equivalente, podemos definir a característica do anel {\displaystyle R} como o único número natural {\displaystyle n} tal que {\displaystyle R} contenha um subanel isomorfo ao anel quociente {\displaystyle \mathbb {Z} /n\mathbb {Z} }.